# Dendroquiròtides
Els dendroquiròtides (Dendrochirotida) són un ordre d'equinoderms holoturioïdeus amb els tentacles molt ramificats i extensos usats per filtrar l'aliment. Posseeixen arbres respiratoris. Alguns presenten un anell calcari compost per nombroses peces petites o amb llargues extensions posteriors. Tenen musculatura per retreure l'introverte oral. La paret del cos pot estar endurit per la presència d'ossicles amples i aplanats. Viuen tant sobre fons durs com enterrats en sediments tous. La majoria de les espècies són d'aigües poc profundes.

## Taxonomia
Els dendroquiròtids inclouen 786 espècies repartides en 12 famílies, incloent-hi les tres famílies que abans integraven el desaparegut ordre Dactylochirotida:
- Família Cucumariidae Ludwig, 1894
- Família Cucumellidae Thandar & Arumugam, 2011
- Família Heterothyonidae Pawson, 1970
- Família Monilipsolidae Smith & Gallemí, 1991 †
- Família Paracucumidae Pawson & Fell, 1965
- Família Phyllophoridae Östergren, 1907
- Família Placothuriidae Pawson & Fell, 1965
- Família Psolidae Burmeister, 1837
- Família Rhopalodinidae Théel, 1886
- Família Sclerodactylidae Panning, 1949
- Família Vaneyellidae Pawson & Fell, 1965
- Família Ypsilothuriidae Heding, 1942